# Quiksilver
La Quiksilver, Inc. è un'azienda statunitense con sede a Huntington Beach, una delle più grandi aziende del mondo di abbigliamento per il surf sport da tavola e altri. Il suo logo, progettato da Alan Green, fondatore dell'azienda, e da John Law a Torquay in Australia nel 1969 è ispirato dall'opera La grande onda di Kanagawa dell'artista giapponese Hokusai.
L'azienda produce anche una linea di abbigliamento per ragazze con il marchio Roxy, il cui logo consiste in due copie dell'originale logo Quiksilver, di cui una riflessa, a formare un cuore, e un'altra linea di abbigliamento per donne chiamato Quiksilver Women.
L'azienda è proprietaria della DC, dei marchi Hawk, Raisins, Radio Fiji e Leilani, in virtù anche della cultura surfista, dello skateboard e dello snowboard. Infine Quiksilver è proprietaria di una linea di abbigliamento ed accessori di alta gamma con il marchio QuiksilverEdition.
Nel 2005, l'azienda ha lanciato la Quiksilver Foundation, una fondazione benefica che lavora a progetti di sviluppo ambientale, educativo, sanitario e giovanile in comunità di persone, accomunate dalla cultura degli sport da tavola.
L'azienda offre inoltre pacchetti viaggio orientati ad attività di surf verso mete esotiche, come Samoa, El Salvador, Nicaragua, Perù e Costa Rica.

## Informazioni aziendali
La Quiksilver acquisì, nel 2005, la Rossignol, per 560 milioni di dollari, ma lo rivendette il 12 novembre 2008 per 30 milioni di Euro (37,5 milioni di dollari) in cash e per ulteriori 10 milioni di euro in crediti (12,5 milioni di dollari). L'azienda era anche proprietaria anche del marchio Cleveland Golf, produttore di materiale per golf, ma lo cedette il 31 ottobre 2007 ad una azienda giapponese di abbigliamento sportivo.

## Quiksilver oggi
La Quiksilver è presente nel mondo con 834 negozi monomarca, dei quali 540 posseduti direttamente dall'azienda e i rimanenti gestiti in licenza,. I negozi sono presenti nelle maggiori città dell'Australia, della Nuova Zelanda e dell'area del Pacifico, in Europa, Nord America e Sud America, Asia e Africa. Ci sono due tipi di negozi Quiksilver: il "Boardriders Club" o il "Factory" stores. I loro prodotti sono venduti anche in moltissimi outlet in tutto il mondo, come Zumiez, il Fells Point Surf Company o il Ron Jon Surf Shop. Inoltre, l'azienda opera con un certo numero di negozi separati a marchio Roxy e Quiksilver Youth.
Nel 2008, la Quiksilver ha sponsorizzato circa 500 surfisti, snowboarder, sciatori e skater amatori e professionisti. Tra questi ci sono il surfista Kelly Slater, il golfista Luke Federico, lo snowboarder Travis Rice e lo skater Tony Hawk. Sono inoltre proprietari dei diritti di sfruttamento del torneo maschile Quiksilver Pro e femminile di surf Roxy Pro che si disputano sulla Gold Coast in Australia, in Francia, e più recentemente, a New York.

## Roxy
Nel 1990, la Quiksilver lanciò il suo brand per ragazze, Roxy. Questo brand è indirizzato a coloro che praticano sport di mare e montagna. Venne differenziato dalla linea principale Quiksilver "per paura che danneggiasse il brand maschile", secondo quanto dichiarò Randy Hild, il marketing senior vice president dell'azienda. Il brand Roxy fu scelto perché ricordava una punk band di un club (similare a Roxy Music e The Roxy), ed inoltre è il nome di una delle figlie, sia del CEO Bob McKnight, che del fondatore Alan Green. Circa il 30% delle vendite della Quicksilver proviene dal brand Roxy.
Fin dall'inizio, la Roxy è cresciuta fino a diventare la più grande marca di abbigliamento sportivo per ragazze. Oltre all'abbigliamento produce anche accessori, materiali, strumenti, mute, calzature, libri, e profumi. Ha inoltre due sub-brand per bambini chiamati Roxy Girl e Teenie Wahine.